# Volker Lang

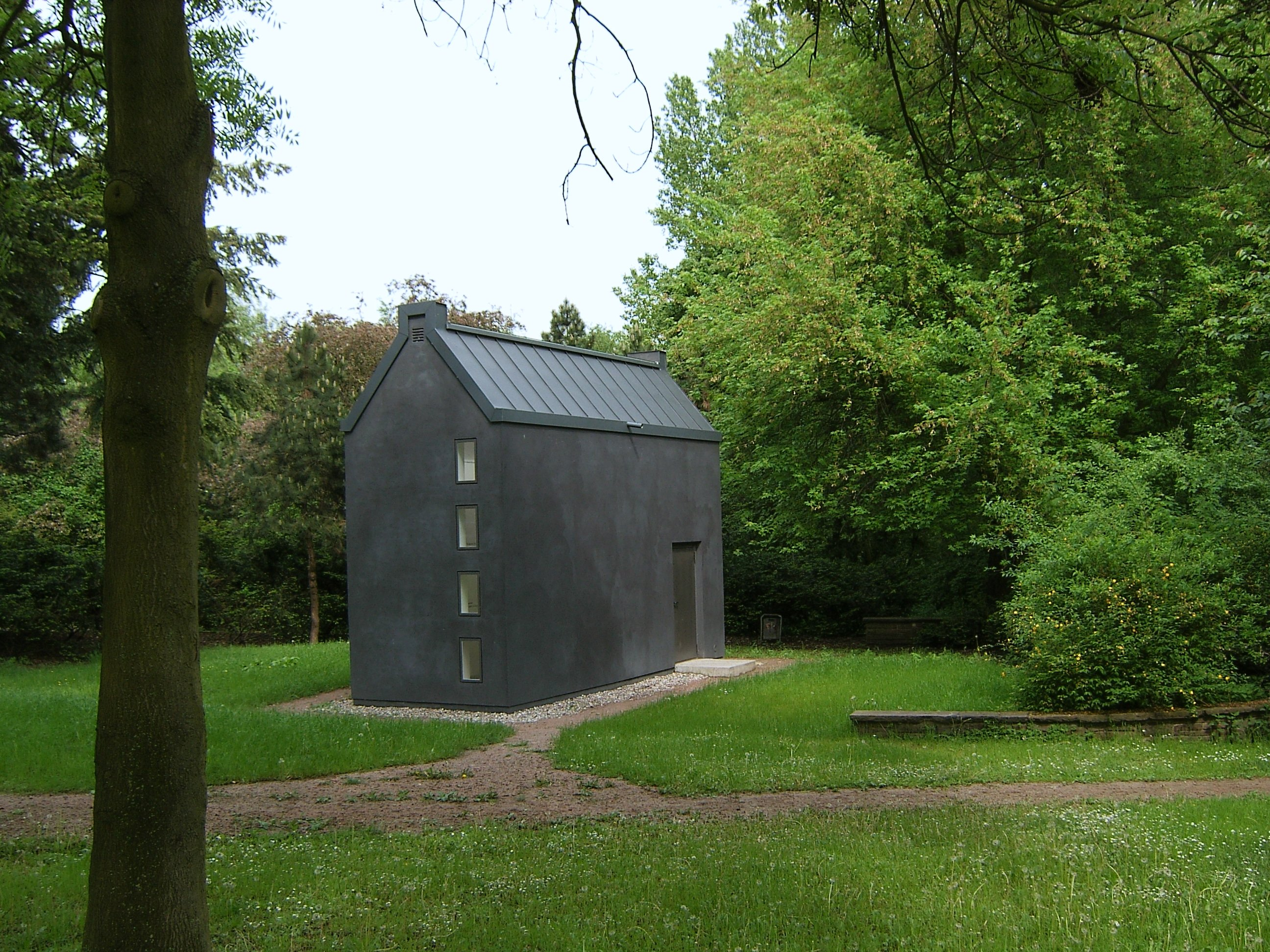
Denkmal aus Anlass des 60. Jahrestages des Hamburger Feuersturms in Rothenburgsort

Volker Lang (* 1964 in Augsburg) ist ein Hamburger Künstler.

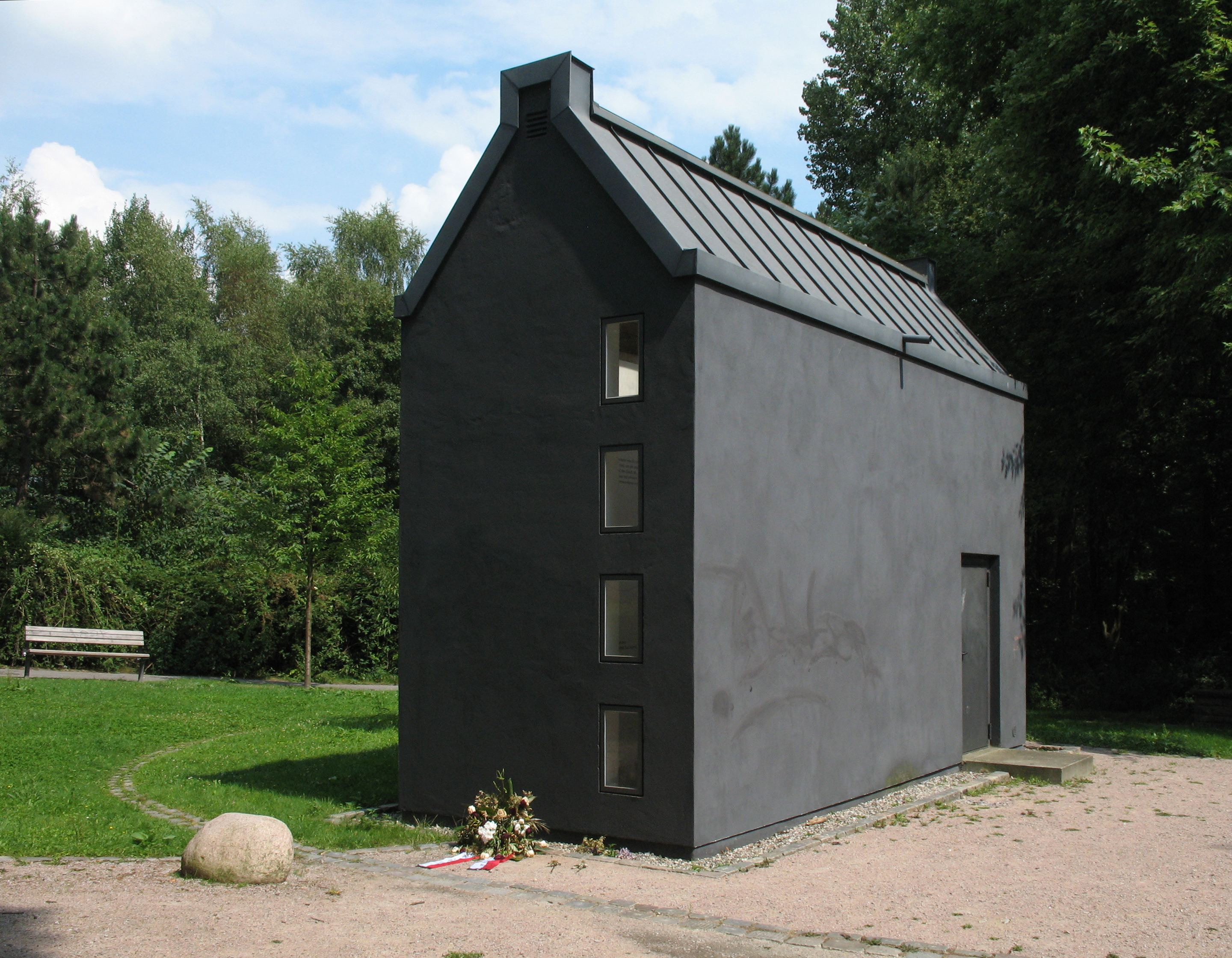
Denkmal (2014)

## Leben
Nach einer Lehre als Kirchenmaler studierte er von 1988 bis 1994 an der Hochschule für bildende Künste Hamburg.
Sein erstes größeres in der Kunstwelt beachtetes Werk war 1997 das Landschaftsprojekt „Zwischen den Straßen“ im Kunstverein Neuenkirchen/Soltau. Volker Lang hat Kunstförderpreise und Stipendien von der Emil Nolde  und Karl Schmidt Rottluff Stiftung erhalten. Einem breiteren Publikum wurde er bekannt durch seine beschallten Holzobjekte Wellenhaus (2001), gezeigt vom Kunstverein Cuxhaven und der Overbeck-Gesellschaft in Lübeck-Travemünde, dem Mahnmal/Gedenkhaus für die „Opfer des Feuersturmes“ in Hamburg-Rothenburgsort und Südwärts (2005) in der HafenCity, Hamburg. Auch das 2015 eingeweihte  Deserteurdenkmal am Dammtor wurde von ihm geschaffen.
Arbeiten von Lang befinden sich in Hamburg im öffentlichen Raum und in Privatbesitz. Volker Lang ist Mitglied im Deutschen Künstlerbund. Er lebt in Hamburg.